# Haliporoides sibogae
Haliporoides sibogae är en kräftdjursart som först beskrevs av De Man 1907.  Haliporoides sibogae ingår i släktet Haliporoides och familjen Solenoceridae.

## Underarter
Arten delas in i följande underarter:
- H. s. australiensis
- H. s. madagascariensis
- H. s. sibogae